# Lupin III Part IV
Lupin III Part IV, känd som Lupin III (ルパン三世 Rupan Sansei?) i Japan och som Lupin III - L'avventura italiana i Italien, är en japansk animerad TV-serie som sändes i Italien från augusti till november 2015. Den började även sändas i Japan i oktober 2015 och internationellt i januari 2016. Serien är en del av franchisen Lupin III och är den första animerade TV-serien med Lupin som huvudfigur sedan Lupin III Part III sändes 1984–1985.

## Handling
Serien utspelar sig i Italien och San Marino och följer en blåklädd Lupin i tjugoårsåldern.

## Rollista
| Kanichi Kurita    | – Arsène Lupin III     |
| Kiyoshi Kobayashi | – Daisuke Jigen        |
| Daisuke Namikawa  | – Goemon Ishikawa XIII |
| Miyuki Sawashiro  | – Fujiko Mine          |
| Kōichi Yamadera   | – Kōichi Zenigata      |
| Yukiyo Fujii      | – Rebecca Rossellini   |
| Shunsuke Sakuya   | – Nyx                  |

## Produktion
Part IV var den första animerade Lupin III-TV-serien med Lupin som huvudperson sedan Part III sändes 30 år tidigare, 1984–1985. Serien regisserades av Yuichiro Yano på Telecom Animation Film, medan Kazuhide Tomonaga var chefsregissör och Yūya Takahashi var manusförfattare. Tomonaga hade för avsikt att göra Part IV både för vuxna tittare som hade sett Part I och för yngre generationer som inte var medvetna om den tidigare serien; han ville göra "spännande" animation som är realistisk men också innehåller vissa fantasielement. Han hade för avsikt att porträttera Lupin med motstridiga element som samexisterar: han gjorde Lupin "hårdkokt men komisk" och "cool men lättvindig".
Yuji Ohno, som hade varit kompositör för Lupin III i flera decennier, komponerade musiken i Part IV. Sången som spelas under seriens slutsekvens, "Chanto Iwanakya Ai Sanai", komponerades av Ohno, skrevs av Tsunku och framfördes av enka-sångaren Sayuri Ishikawa.
Serien tillkännagavs i oktober 2014 på MIPCOM i Cannes och hade världspremiär den 29 augusti i Italien på Italia 1. Den började även sändas på japansk TV den 1 oktober 2015 och i USA, Kanada, Central- och Sydamerika, Storbritannien, Irland, Nya Zeeland, Australien, Skandinavien och Nederländerna den 7 januari 2016 via streamingtjänsten Crunchyroll. En TV-special, Lupin III: Italian Game, sändes på NTV i Japan den 8 januari 2016. En manga-adaption av serien, tecknad och skriven av Naoya Hayakawa, hade premiär i oktober 2015 i Futabashas Manga Action.

## Mottagande
Den andra DVD- och Blu-ray-volymen av serien var den 12:e respektive 7:e bäst säljande animerade produkten i Japan i de respektive formaten under sin debutvecka; DVD-utgåvan såldes i 563 exemplar, medan Blu-ray-utgåvan såldes i 1 688. I slutet av 2015 kom Lupin III på första plats med 7,9% av rösterna i en undersökning där den japanska webbsidan Goo Ranking frågade 500 män och kvinnor i tjugo- och trettioårsåldern vilken av årets anime de ansåg var bäst.

### Fotnoter
1. ↑  Även kallad Blue Jacket.[1]